# Jatiel
Jatiel es un municipio y localidad española de la provincia de Teruel, en la comunidad autónoma de Aragón. El término municipal, ubicado en la comarca del Bajo Martín, tiene una población de 49 habitantes (INE 2024).

## Geografía
El municipio tiene un área de 11,01 km².

## Historia
A mediados del siglo XIX, el lugar tenía contabilizada una población de 215 habitantes. Aparece descrito en el noveno volumen del Diccionario geográfico-estadístico-histórico de España y sus posesiones de Ultramar de Pascual Madoz de la siguiente manera:

JATIEL: l. con ayunt. en la prov. de Teruel (34 horas), part. jud. de Hijar (1 y 1/2), aud. terr., dióc. y c. g. de Zaragoza (17). sit. á la márg. izq. del r. Martin en la falda de una pequeña colina resguardada del viento O., clima sano y las enfermedades mas frecuentes, intermitentes. Consta de 42 casas formando cuerpo de pobl. repartidas en dos calles muy sucias y sin empedrar, y una plaza cuadrada de 25 varas de long. y 18 de lat.: hay una escuela de primera educacion dotada con 1,480 rs. y concurrida por 12 niños; casa de ayunt., cárcel, igl. parr. (La Purisima Concepcion) cuyo curato es de la clase de priores de la Orden de San Juan y lo provee S. A. el infante D. Francisco, como Gran Castellan de la Orden, y por último tiene un cementerio que en nada perjudica á la salud pública. Confina el térm. al N. con el de Sástago (part. de Caspe y prov. de Zaragoza); E. Castelnou; S. Samper, y O. la Puebla de Híjar; su estension de N. á S. es de 1 y 1/2 hora, y 3/4 de E. á O. El terreno es bastante llano y aunque en general pedregoso y muy árido, tiene algunos trozos de tierra que se riegan con las acequias que salen del r. Martin; las cahizadas de secano que se cultivan son 500 de primera calidad, 400 de segunda y 300 de tercera; las de huerta ascienden á 100 de las primeras, 80 de las segundas y 70 de las terceras; los montes se encuentran desnudos de arbolado y apenas se ven en ellos algunos arbustos y matas de consideracion. Los caminos son de pueblo á pueblo, sin que haya carreteras generales ni provinciales; aquellos se encuentran en buen estado. La correspondencia se recibe tres veces en la semana los domingos, martes y viernes de la cap. del part. prod.: por un quinquenio se cojen anualmente 600 fan. de trigo, 400 de cebada, 80 de panizo, 400 libras de seda, 300 a. de aceite, 70 de cáñamo y 1,000 cántaros de vino, suficiente todo para el consumo de la pobl.; no hay mas ganado que el destinado á la agricultura, pero sí caza de liebres, conejos y perdices. ind.: la agrícola y un molino harinero que recibe su impulso de las aguas del r. Martin comercio: se esporta á Zaragoza la seda que se cria por los labradores de este punto y se importan art. de vestir. pobl. y riqueza: 54 vec., 215 almas. cap. prod.: 27,136 rs. El presupuesto municipal asciende á 4,000 rs. y se cubren por reparto vecinal, pues carece de propios este ayunt.
(Madoz, 1847, p. 597)

## Demografía
Jatiel cuenta con una población de 49 habitantes (INE 2024).
| Gráfica de evolución demográfica de Jatiel entre 1842 y 2021                                                        |
| |
| Población de derecho según los censos de población del INE Población de hecho según los censos de población del INE |

## Administración y política
| Período   | Alcalde           | Partido | Partido |
| --------- | ----------------- | ------- | ------- |
| 1979-1983 | José Úbeda López  | UCD     |         |
| 1983-1987 |                   |         |         |
| 1987-1991 |                   |         |         |
| 1991-1995 |                   |         |         |
| 1995-1999 |                   |         |         |
| 1999-2003 |                   |         |         |
| 2003-2007 |                   |         |         |
| 2007-2011 |                   |         |         |
| 2011-2015 | Jesús Gálvez Arto | PSOE    |         |
| 2015-2019 | Jesús Gálvez Arto | PSOE    |         |
| 2019-2023 | Jesús Gálvez Arto | PSOE    |         |

| Partido político    | Partido político                                   | 2003   | 2007   | 2011   | 2015   | 2019   |
| Partido político    | Partido político                                   | Ediles | Ediles | Ediles | Ediles | Ediles |
|                     | Partido de los Socialistas de Aragón (PSOE-Aragón) | —      | —      | 1      | 1      | 1      |
|                     | Partido Aragonés (PAR)                             | 1      | 1      | —      | —      | —      |
|                     | Partido Popular de Aragón (PP)                     | —      | —      | —      | —      | —      |
| Total de concejales | Total de concejales                                | 1      | 1      | 1      | 1      | 1      |